# Teacal
Teacal es una localidad de México perteneciente al municipio de Huejutla de Reyes en el estado de Hidalgo.

## Toponimia
Del náhuatl, Te-acalli; tetl, piedra, acalli, canoa.

## Geografía
Se encuentra en la región Huasteca; a la localidad le corresponden las coordenadas geográficas 21° 09’ 34.691” de latitud norte y 98° 26’ 48.148” de longitud oeste, con una altitud de 196 m s. n. m.
En cuanto a fisiografía se encuentra dentro de las provincia de la Sierra Madre Oriental, dentro de la subprovincia Carso Huasteco; su terreno es de sierra y lomerío. En lo que respecta a la hidrografía se encuentra posicionado en la región de Pánuco, dentro de la cuenca del río Moctezuma, en la subcuenca de río Los Hules. Cuenta con un clima semicálido húmedo con abundantes lluvias en verano.

## Demografía
En 2020 registró una población de 1712 personas, lo que corresponde al 1.35 % de la población municipal. De los cuales 838 son hombres y 874 son mujeres. Tiene 316 viviendas particulares habitadas.
| Gráfica de evolución demográfica de Teacal entre 1921 y 2020                                                |
| |
| Población de los censos y conteos del Instituto Nacional de Estadística y Geografía (INEGI) de 1921 a 2010. |